# Musculus geniohyoideus
De Musculus geniohyoideus is een spier die het tongbeen (os hyoideum) naar boven en naar voren trekt.